# Víctor Pradera Larumbe
Víctor Pradera Larumbe (Pamplona, 1873 - Sant Sebastià, 6 de setembre de 1936) va ser un enginyer, advocat, polític i assagista tradicionalista espanyol, amb especial significació a Navarra. Fou partidari actiu de la unitat dinàstica en la monarquia d'Alfons XIII.

## Biografia
Fou elegit diputat per Tolosa (1899 i 1901) i per Pamplona (1918) i vocal del Tribunal de Garanties Constitucionals (1933).
Seguidor del tradicionalista Juan Vázquez de Mella, el va seguir en l'escissió del carlisme que va liderar aquest el 1919 per fundar el Partit Catòlic Tradicionalista. Posteriorment va participar també en el Partit Social Popular i va ser soci d'Acción Española.
Les seves idees centrals giraven entorn de la unitat d'Espanya i a una concepció corporativa de la societat. Al llibre Fernando el Católico y los falsarios de la historia (1925) exposa la seva opinió sobre la conquesta de Navarra. La seva obsessió va ser el perill que, al seu judici, representaven els nacionalismes perifèrics. Va combatre activament el nacionalisme basc, es va oposar l'Estatut Basco-Navarrès i va contribuir al naixement del antibasquisme polític a Navarra, per la qual cosa es va enfrontar fortament als sectors carlins anticentralistes.
Membre del Bloque Nacional, l'inici de la Guerra Civil espanyola el va sorprendre a Sant Sebastià, on fou empresonat i afusellat per milícies anarquistes amb el seu fill Javier el 6 de setembre de 1936. A títol pòstum Franco li va concedir el Comtat de Pradera.
L'historiador carlista Melchor Ferrer, en la seva Historia del Tradicionalismo Español va ser molt crític amb la trajectòria política i llegat ideològic de Pradera.